# (85158) Phyllistrapp
(85158) Phyllistrapp est un astéroïde de la ceinture principale aréocroiseur.

## Description
(85158) Phyllistrapp est un astéroïde aréocroiseur. Il présente une orbite caractérisée par un demi-grand axe de 2,30 UA, une excentricité de 0,32 et une inclinaison de 6,0° par rapport à l'écliptique.

## Compléments